# Campeonato Mundial de Halterofilia de 2013
El LXXX Campeonato Mundial de Halterofilia se celebró en Breslavia (Polonia) entre el 20 y el 27 de octubre de 2013 bajo la organización de la Federación Internacional de Halterofilia (IWF) y la Federación Polaca de Halterofilia.
Las competiciones se realizaron en el Centro del Centenario de la ciudad polaca.

## Medallistas

### Masculino
| Evento          | Oro                                         | Plata                                          | Bronce                                               |
| --------------- | ------------------------------------------- | ---------------------------------------------- | ---------------------------------------------------- |
| 56 kg (21.10)   | Om Yun-Chol Corea del Norte 127 + 162 = 289 | Long Qingquan China 130 + 157 = 287            | Thạch Kim Tuấn Vietnam 126 + 157 = 283               |
| 62 kg (22.10)   | Chen Lijun China 146 + 175 = 321            | Kim Un-Guk Corea del Norte 150 + 170 = 320     | Óscar Figueroa Mosquera · Colombia · 139 + 177 = 316 |
| 69 kg (23.10)   | Liao Hui China 160 + 198 = 358 RM           | Oleg Chen · Rusia · 160 + 180 = 340            | Kim Myong-Hyok Corea del Norte 152 + 185 = 337       |
| 77 kg (24.10)   | Lyu Xiaojun China 176 + 204 = 380 RM        | Kim Kwang-Song Corea del Norte 163 + 196 = 359 | Ulugbek Alimov Uzbekistán 158 + 197 = 355            |
| 85 kg (25.10)   | Apti Aujadov · Rusia · 175 + 212 = 387      | Ivan Markov Bulgaria 175 + 206 = 381           | Artiom Okulov · Rusia · 172 + 209 = 381              |
| 94 kg (26.10)   | Alexandr Ivanov · Rusia · 180 + 222 = 402   | Almas Uteshov · Kazajistán · 175 + 222 = 397   | Ramazan Rasulov · Rusia · 171 + 214 = 385            |
| 105 kg (27.10)  | Ruslan Nurudinov Uzbekistán 190 + 235 = 425 | David Bedzhanian · Rusia · 180 + 225 = 405     | Bartłomiej Bonk · Polonia · 188 + 216 = 404          |
| +105 kg (27.10) | Ruslan Albegov · Rusia · 209 + 255 = 464    | Bahador Mulaei Irán 203 + 255 = 458            | Alexei Lovchev · Rusia · 200 + 230 = 430             |

1. 1 2 3  Arrancada (kg) + dos tiempos (kg) = total olímpico (kg).
2. ↑  Descalificación por dopaje del medallista de bronce, el kazajo Vladimir Sedov.[1]

### Femenino
| Evento         | Oro                                            | Plata                                                  | Bronce                                           |
| -------------- | ---------------------------------------------- | ------------------------------------------------------ | ------------------------------------------------ |
| 48 kg (20.10)  | Tan Yayun China 84 + 115 = 199                 | Ryang Chun-Hwa Corea del Norte 81 + 105 = 186          | Đỗ Thị Thu Hoài Vietnam 78 + 98 = 176            |
| 53 kg (21.10)  | Li Yajun China 100 + 121 = 221                 | Sopita Tanasan Tailandia 91 + 112 = 203                | Kittima Sutanan Tailandia 86 + 114 = 200         |
| 58 kg (22.10)  | Kuo Hsing-Chun China Taipéi 108 + 133 = 241    | Alexandra Escobar Guerrero · Ecuador · 103 + 122 = 225 | Yelena Shadrina · Rusia · 96 + 122 = 218         |
| 63 kg (23.10)  | Tima Turiyeva · Rusia · 112 + 140 = 252        | Jo Pok-Hyang Corea del Norte 109 + 140 = 249           | Deng Mengrong China 108 + 136 = 244              |
| 69 kg (24.10)  | Xiang Yanmei China 123 + 148 = 271             | Ryo Un-Hui Corea del Norte 119 + 143 = 262             | Oxana Slivenko · Rusia · 118 + 140 = 258         |
| 75 kg (25.10)  | Nadezhda Yevstiujina · Rusia · 120 + 157 = 277 | Kang Yue China 126 + 150 = 276                         | Lidia Valentín · España · 122 + 138 = 260        |
| +75 kg (26.10) | Tatiana Kashirina · Rusia · 142 + 190 = 332    | Zhou Lulu China 146 + 182 = 328                        | Chitchanok Pulsabsakul Tailandia 131 + 160 = 291 |

1. ↑  Descalificación por dopaje de la medallista de bronce, la mexicana Carolina Valencia Hernández.[2]
2. 1 2 3  Arrancada (kg) + dos tiempos (kg) = total olímpico (kg).
3. ↑  Descalificación por dopaje de la medallista de bronce, la bielorrusa Dzina Sazanavets.[3]
4. ↑  Descalificación por dopaje de la medallista de bronce, la rusa Olga Zubova.[4]

## Medallero
| Núm. | País            | Oro | Plata | Bronce | Total |
| ---- | --------------- | --- | ----- | ------ | ----- |
| 1    | China           | 6   | 3     | 1      | 10    |
| 2    | Rusia           | 6   | 2     | 5      | 13    |
| 3    | Corea del Norte | 1   | 5     | 1      | 7     |
| 4    | Uzbekistán      | 1   | 0     | 1      | 2     |
| 5    | China Taipéi    | 1   | 0     | 0      | 1     |
| 6    | Tailandia       | 0   | 1     | 2      | 3     |
| 7    | Bulgaria        | 0   | 1     | 0      | 1     |
| 7    | Ecuador         | 0   | 1     | 0      | 1     |
| 7    | Irán            | 0   | 1     | 0      | 1     |
| 7    | Kazajistán      | 0   | 1     | 0      | 1     |
| 11   | Vietnam         | 0   | 0     | 2      | 2     |
| 12   | Colombia        | 0   | 0     | 1      | 1     |
| 12   | España          | 0   | 0     | 1      | 1     |
| 12   | Polonia         | 0   | 0     | 1      | 1     |
|      | TOTAL           | 15  | 15    | 15     | 45    |